# Ellen Juntti
Ellen Kyllikki Juntti, född 8 oktober 1958 i Karl Gustavs församling i Norrbottens län, är en svensk polis och politiker (moderat). Juntti är uppvuxen i Tornedalen och bosatt i Landvetter.
Hon är sedan 2010 invald i riksdagen för Västra Götalands läns västra valkrets.  Juntti var tidigare ledamot av arbetsmarknadsutskottet, justitieutskottet och verkar idag som ledamot av riksdagens civilutskott. 
Under omröstningen om ny könstillhörighetslag 2024 trotsade Juntti partiledningen genom att rösta emot lagförslaget. Hon petades senare från sin post som ledamot av civilutskottet som hon innehaft sedan valet 2022. 